# 달리는 라디오 (전북)
이재훈, 이진영의 달리는 라디오는 TBN 전북교통방송(전주 FM 102.5MHz, 장수 FM 106.1MHz)에서 평일 저녁 6시부터 7시 55분까지 방송되는 전북권 지역의 퇴근길 라디오 프로그램이다.

## 프로그램 소개
- 여러분의 퇴근길 길잡이가 되어드립니다. 실시간 교통정보와 유용한 정보,시사,경제,문화,생활 정보 재밌는 이야기와 노래로 하루의 피로를 말끔히 씻어드립니다. 청취자들이 믿고 듣을 수 있는 프로그램!

## 코너소개

### 매일 코너
- 사투의 현장 - 사투리 퀴즈와 함께합니다
- 카페, 달라 - 카페 달라에서 세상사를 나눠 봅니다

## 요일 코너

### 월요일
- 기상이 달라 : 전주기상지청 우남철 사무관
- 카(car)톡 : 대림대학교 김필수 교수

### 화요일
- 전화를 달라 : 애청자 전화데이트
- 에코톡 : 프리테코 모아름드리 환경운동가

### 수요일
- 목소리가 달라 : 화제의 인물과 전화연결
- 라이브톡 : 생존 21 도시재난연구소 우승엽소장

### 목요일
- 노선이 달라 : 버스노선을 따라 달려봅니다
- 정보톡 : 도청, 소방, 교통, 다문화

### 금요일
- 퇴근이 달라 : 다양한 퇴근시간과 함께합니다
- 이슈톡 : 오토타임즈 구기성 기자